# George Washington Gale Ferris

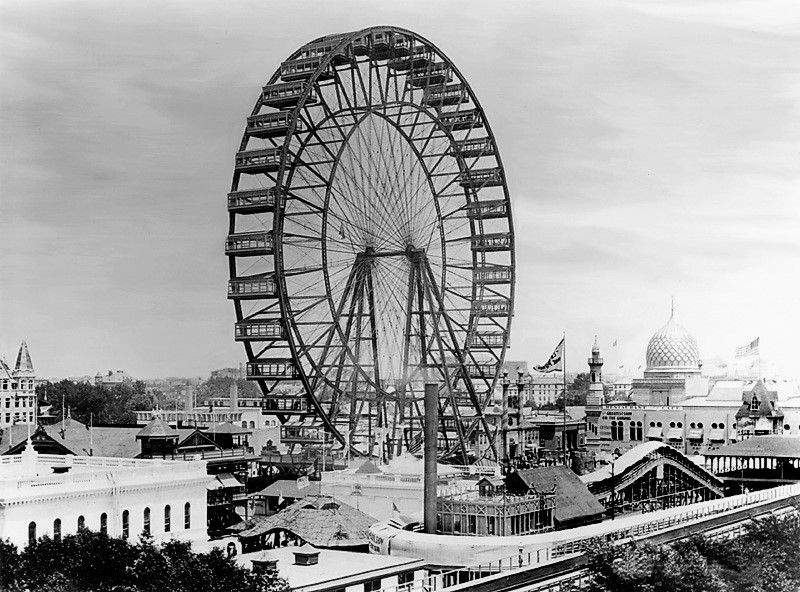
La noria de Ferris original, en 1893.

George Washington Gale Ferris, Jr. (14 de febrero de 1859 - 12 de noviembre de 1896) fue un ingeniero estadounidense, conocido principalmente por la creación original de la noria de Ferris (o vuelta al mundo), la primera noria de feria, concebida por el Exposición Mundial Colombina de Chicago de 1893.

## Rueda de la fortuna
La noticia de la Exposición Mundial de Columbia que se celebrará en 1893, en Chicago, Illinois, atrajo a Ferris a la ciudad. En 1891, los directores de la Exposición Mundial de Columbia lanzaron un desafío a los ingenieros estadounidenses para que concibieran un monumento para la feria que supere a la Torre Eiffel, la gran estructura de la Exposición Internacional de París de 1889. Los planificadores querían algo "original, atrevido y único". Ferris respondió con una rueda propuesta desde la que los visitantes podrían ver toda la exposición. Los planificadores temían que su diseño para una rueda giratoria que se elevara sobre los terrenos no pudiera ser seguro. .
Ferris insistió. Regresó en unas pocas semanas con varios respaldos respetables de ingenieros establecidos, y el comité acordó permitir que comenzara la construcción. Lo más convincente es que había reclutado a varios inversores locales para cubrir los 400.000 dólares de costo de construcción. La comisión de planificación de la Exposición esperaba que las admisiones de la noria sacarían a la feria de sus deudas y eventualmente la harían rentable.
La rueda de la fortuna tenía 36 coches, cada uno equipado con 40 sillas giratorias y con capacidad para 60 personas, dando una capacidad total de 2,160. Cuando se inauguró la feria, transportaba a unos 38.000 pasajeros diarios, tardando 20 minutos en completar dos revoluciones, la primera con seis paradas para permitir la salida y entrada de los pasajeros y la segunda una rotación ininterrumpida de nueve minutos, por la que pagó el titular del billete. 50 centavos. Transportó a 2,5 millones de pasajeros antes de que finalmente fuera demolido en 1906.
Después del cierre de la feria, Ferris afirmó que la dirección de la exposición le había robado a él ya sus inversores su parte de las ganancias de casi $ 750.000 que generaba su rueda. Pasó los dos años siguientes en un litigio. 